# Гайдуков, Семён Васильевич
Семён Васильевич Гайдуков (29 января 1925, Мачеха, Царицынская губерния — 6 июня 1996, Иловля, Волгоградская область) — советский военнослужащий. Участник Великой Отечественной войны. Герой Советского Союза (1945). Ефрейтор.

## Биография
Семён Васильевич Гайдуков родился 29 января 1925 года в селе Мачеха (ныне — Киквидзенского района Волгоградской области) в семье крестьянина Василия Андреевича Гайдукова. Украинец. Окончил семь классов сельской школы.
В ряды Рабоче-крестьянской Красной Армии С. В. Гайдуков был призван Мачешанским райвоенкоматом Сталинградской области 7 февраля 1943 года. В боях с немецко-фашистскими захватчиками рядовой Гайдуков с 7 марта 1943 года в должности стрелка 1-й пулемётной роты 349-го стрелкового полка 26-й стрелковой дивизии в составе 11-й и 34-й армий Северо-Западного фронта (с июля 1943 года 26-я стрелковая дивизия во фронтовом подчинении). Боевое крещение принял в боях под Старой Руссой. В августе 1943 года Семён Васильевич был ранен, но быстро вернулся в строй.
В связи с расформированием Северо-Западного фронта в ноябре 1943 года 26-я стрелковая дивизия была передана в состав 1-й ударной армии 2-го Прибалтийского фронта. В феврале — начале марта 1944 года Семён Васильевич участвовал в Старорусско-Новоржевской наступательной операции фронта в рамках Ленинградско-Новгородской стратегической операции. В марте дивизия, в которой служил рядовой Гайдуков, была передана в состав 22-й армии и до лета 1944 года вела позиционные бои вдоль немецкой линии обороны «Пантера».
В июне 1944 года 26-я стрелковая дивизия вернулась в 1-ю ударную армию. В её составе рядовой С. В. Гайдуков участвовал в Режицко-Двинской, Мадонской и Рижской операциях. В ходе Рижской операции 26-я стрелковая дивизия была передана в состав 46-й армии и принимала участие в Мемельской операции 1-го Прибалтийского фронта. С октября 1944 года до середины января 1945 года Семён Васильевич участвовал в блокаде Курляндской группировки противника.
13 января 1945 года началась Восточно-Прусская операция. Рядовой С. В. Гайдуков принимал участие в Инстербургско-Кёнигсбергской операции 3-го Белорусского фронта, затем в ликвидации Земландской группировки врага в составе 1-го Прибалтийского фронта, за отличие в которой был награждён медалью «За отвагу» и произведён в ефрейторы. 24 февраля 1945 года 1-й Прибалтийский фронт был преобразован в Земландскую оперативную группу войск и в этом качестве был включён в состав 3-го Белорусского фронта. В апреле 1945 года ефрейтор С. В. Гайдуков принимал участие в Кёнигсбергской операции. Особо отличился Семён Васильевич при штурме Кёнигсберга. 349-му стрелковому полку 6 апреля 1945 года предстояло штурмовать город с юга. При прорыве обороны противника юго-восточнее посёлка Медгетен ефрейтор С. В. Гайдуков со своим пулемётом взобрался на господствующую высоту 30,6 и открыл с неё шквальный огонь по немецким позициям, уничтожив более 60 немецких солдат и офицеров. При прорыве второй линии немецких траншей на южной окраине посёлка Медгетен Семён Васильевич уничтожил 8 вражеских солдат и ещё 6 взял в плен, после чего захватил штаб миномётной батареи, где были обнаружены ценные документы. В последующих боях за Кёнигсберг ефрейтор С. В. Гайдуков был тяжело ранен и эвакуирован в госпиталь. На фронт он уже не вернулся. Победу Семён Васильевич встретил в госпитале.
19 апреля 1945 года указом Президиума Верховного Совета СССР ефрейтору Гайдукову Семёну Васильевичу было присвоено звание Героя Советского Союза.
После выздоровления Семён Васильевич был демобилизован и вернулся в родные места. Жил в селе Иловля Волгоградской области, работал инспектором Госстраха РСФСР. 6 июля 1996 года он скончался. Похоронен в посёлке городского типа Иловля.

## Награды
- Медаль «Золотая Звезда» (19.04.1945).
- Орден Ленина (19.04.1945).
- Орден Отечественной войны 1 степени (06.04.1985).
- Медали, в том числе:

медаль «За отвагу» (27.02.1945).

## Документы
- Общедоступный электронный банк документов «Подвиг Народа в Великой Отечественной войне 1941—1945 гг.» Архивировано 13 марта 2012 года. № в базе данных 150006617 Герой Советского Союза. Архивировано 27 мая 2012 года., 46800526 Указ Президиума Верховного Совета СССР. Архивировано 27 мая 2012 года., 46444451 Докладная записка ГУК НКО СССР. Архивировано 27 мая 2012 года., 46568999 Указ Президиума Верховного Совета СССР. Архивировано 27 мая 2012 года., 1511220045 Орден Отечественной войны 1-й степени. Архивировано 16 мая 2013 года., 24586568 Медаль «За отвагу». Архивировано 27 мая 2012 года.